# Trydarssus
Genre
Trydarssus est un genre d'araignées aranéomorphes de la famille des Salticidae.

## Distribution
Les espèces de ce genre se rencontrent au Chili, en Argentine et au Paraguay.

## Liste des espèces
Selon World Spider Catalog (version 18.0, 25/05/2017) :
- Trydarssus nobilitatus (Nicolet, 1849)
- Trydarssus pantherinus (Mello-Leitão, 1946)

## Publication originale
- Galiano, 1995 : Descripción de Trydarssus, nuevo género (Araneae, Salticidae). Boletín de la Sociedad de Biología de Concepción, vol. 66, p. 103-112 (texte intégral).